# Ruesta

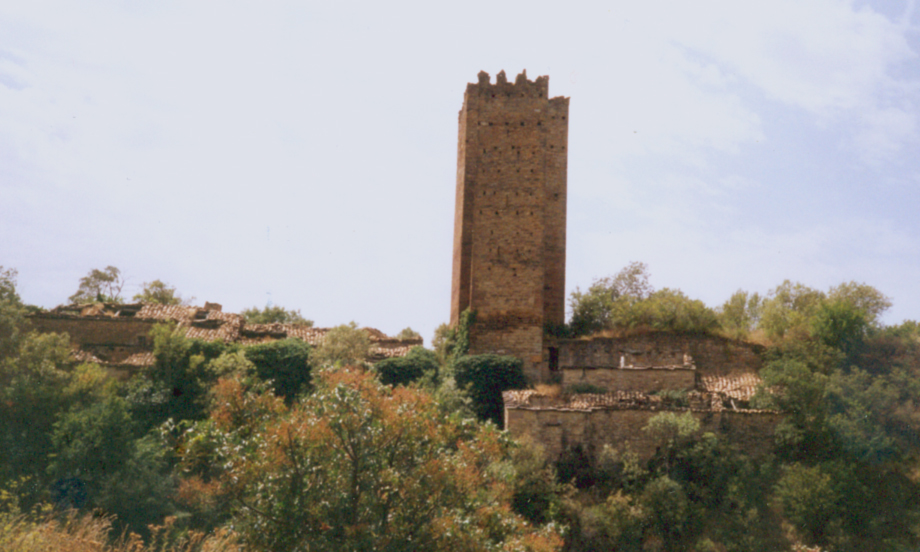
Turm der Festung von Ruesta

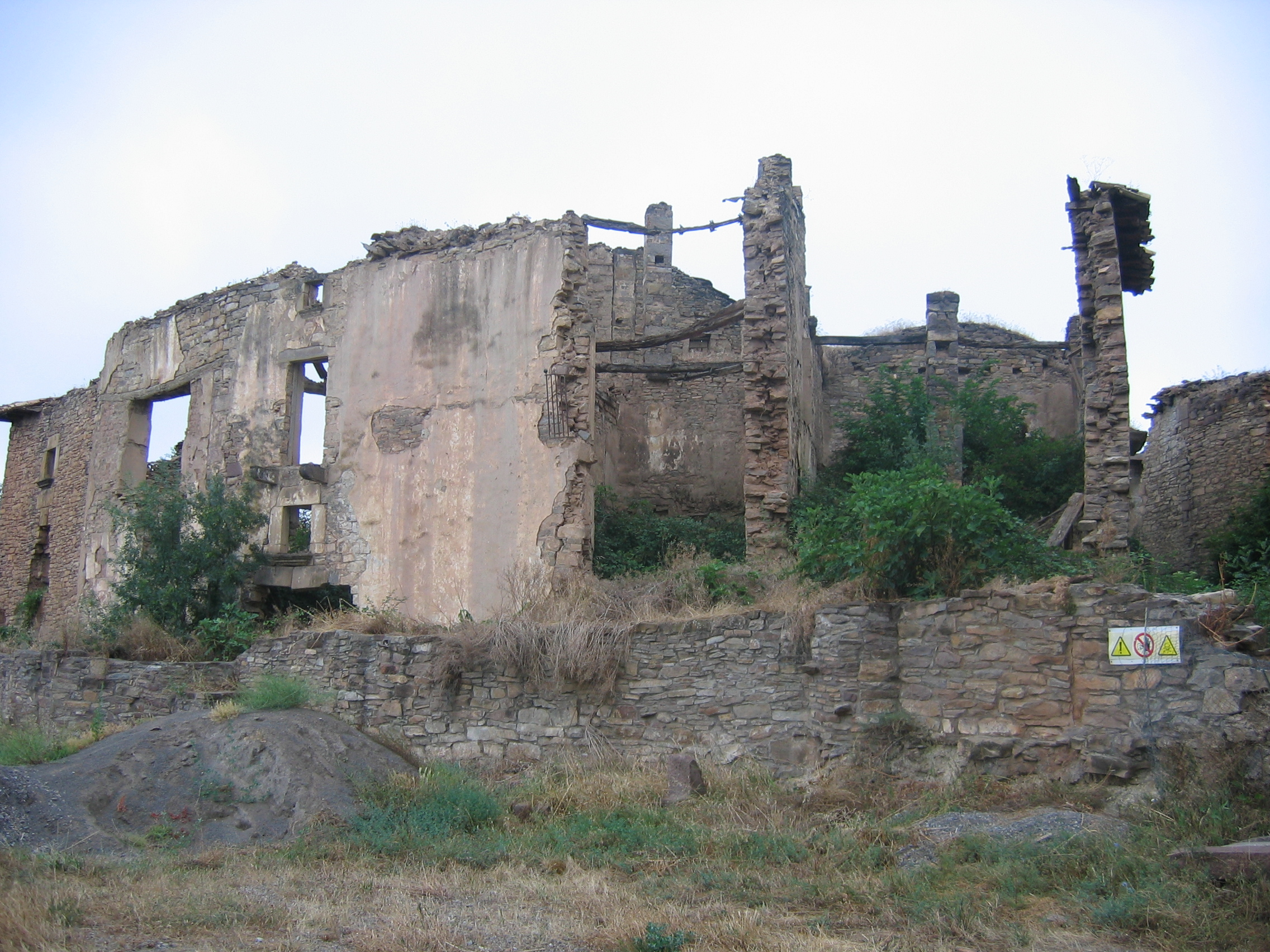
Verlassenes Gebäude in Ruesta

Ruesta ist ein Ort in der Comarca Cinco Villas der spanischen Provinz Saragossa in Aragonien. 
Der Ort liegt auf 554 m Höhe in den Pyrenäen an der Grenze Aragoniens zu Navarra. Seit 1959 ist der Ort verlassen, da zum Bau eines Teils der Yesa-Talsperre die Einwohner ausgesiedelt und ihre Ländereien überflutet wurden. Das Gebiet gehört heute zur Gemeinde Urriés.
Ruesta geht auf eine von den Arabern gebaute Festung zurück, die im 10. Jahrhundert während der Reconquista zunächst an Navarra fiel, deren Könige die Festung erneuerten und ein Kloster gründeten. 1054 kam Ruesta an Aragonien. Seit dem Mittelalter war Rueda Station am Camino Francés des Jakobsweges, der durch Senke, die Canal de Berdún genannt wird, verläuft.
Der Ort wird seit 1988 im Auftrag der Confederación Hidrográfica del Ebro (Ebro-Wasserverband) von der Gewerkschaft Confederación General del Trabajo (CGT) verwaltet, die eine begrenzte Wiederbelebung des in Ruinen stehenden Ortskerns unternimmt und unter anderem zwei Herbergen für Sommertouristen und einen Campingplatz hergerichtet hat.